# Cazenovia (Wisconsin)
Cazenovia és una població dels Estats Units a l'estat de Wisconsin. Segons el cens del 2000 tenia 326 habitants.

## Demografia
Segons el cens del 2000, Cazenovia tenia 326 habitants, 145 habitatges, i 91 famílies. La densitat de població era de 139,9 habitants per km².
Dels 145 habitatges en un 26,9% hi vivien nens de menys de 18 anys, en un 52,4% hi vivien parelles casades, en un 6,2% dones solteres, i en un 36,6% no eren unitats familiars. En el 31% dels habitatges hi vivien persones soles el 13,1% de les quals corresponia a persones de 65 anys o més que vivien soles. El nombre mitjà de persones vivint en cada habitatge era de 2,25 i el nombre mitjà de persones que vivien en cada família era de 2,77.
Per edats la població es repartia de la següent manera: un 21,5% tenia menys de 18 anys, un 8,3% entre 18 i 24, un 27,6% entre 25 i 44, un 22,1% de 45 a 60 i un 20,6% 65 anys o més.
L'edat mediana era de 40 anys. Per cada 100 dones de 18 o més anys hi havia 103,2 homes.
La renda mediana per habitatge era de 34.167 $ i la renda mediana per família de 41.406 $. Els homes tenien una renda mediana de 31.042 $ mentre que les dones 24.167 $. La renda per capita de la població era de 21.877 $. Aproximadament el 5,7% de les famílies i el 7,6% de la població estaven per davall del llindar de pobresa.

## Poblacions més properes
El següent diagrama mostra les poblacions més properes.